# Ante Pavelić
Ante Pavelić est un homme d'État croate, né le 14 juillet 1889 à Bradina (village de Bosnie-Herzégovine, alors en Autriche-Hongrie) et mort le 28 décembre 1959 à Madrid (Espagne). Fondateur du mouvement des oustachis (Ustaše), un mouvement nationaliste croate d'idéologie fasciste, il est de 1941 à 1945 le dirigeant de l’État indépendant de Croatie (Nezavisna Država Hrvatska, NDH), allié de l'Axe pendant la Seconde Guerre mondiale.
Il s’engage en politique au sein du Parti croate du droit, un mouvement nationaliste partisan de l’indépendance de la Croatie. Élu député en 1927, il est contraint à l’exil en 1929 lors de l’avènement du roi Alexandre Ier. À Rome où il s'installe, il fonde le parti des oustachis en collaboration avec les membres de la faction dure du Parti croate du droit, exilés comme lui. Le groupe s'inspire des méthodes et reçoit les conseils de l'Organisation révolutionnaire intérieure macédonienne (ORIM), avec laquelle il organise l'assassinat à Marseille le 9 octobre 1934 d'Alexandre Ier.
Après l'invasion de la Yougoslavie par les forces de l’Axe en avril 1941, Pavelić devient le dirigeant de l’État indépendant de Croatie, mis en place par les Allemands et les Italiens. Ce régime est responsable de centaines de milliers de morts juifs, serbes et tziganes. Après avoir promulgué des lois anti-juives, Pavelić crée le camp de concentration de Jasenovac. En mai 1945, face à la progression des partisans communistes, il se réfugie en Autriche, puis à Rome, avant de s’installer en Argentine. En 1957, il est blessé lors de deux tentatives d’assassinat, vraisemblablement commanditées par les services secrets yougoslaves. Il retourne en Europe, en Espagne franquiste, où il meurt et est inhumé.

## Biographie
Ante Pavelić est né le 14 juillet 1889 dans une famille catholique peu fortunée, à Bradina en Bosnie-Herzégovine, région alors administrée par l'Autriche-Hongrie. Il suit des études de droit à Zagreb, obtenant une licence en 1914 et un doctorat l'année suivante. Devenu avocat, il assure la défense de plusieurs patriotes croates et macédoniens poursuivis par les tribunaux yougoslaves[Quoi ?]. Il s’engage en politique au sein du Parti croate du droit, un mouvement nationaliste partisan de l’indépendance de la Croatie. Il est arrêté en 1912 dans le cadre de l'enquête sur la tentative d'assassinat de Slavko Cuvaj (en), ban (vice-roi ou gouverneur) de Croatie. Il reçoit son diplôme de droit en 1915.
En 1922, il épouse Maria Lovrenčević (1897-1984), avec laquelle il a deux filles, Višnja et Mirjana, et un fils, Christophe. Maria était d'origine juive par la famille de sa mère et son père, Martin Lovrenčević, membre du Parti croate du Droit, était un journaliste renommé. Élu conseiller municipal de Zagreb puis député (1927), Pavelić s’exile en 1929 lorsque le roi Alexandre Ier met en place la dictature du 6 janvier, rebaptisant le pays royaume de Yougoslavie et dissolvant le parlement.

### Exil et formation des Oustachis

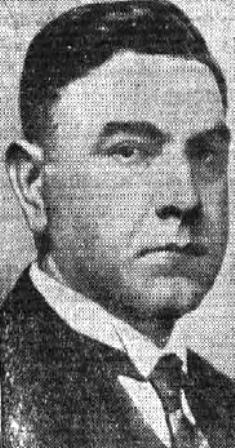
Ante Pavelić dans les années 1930.

Pavelić rencontre alors à Sofia un dirigeant de l'Organisation révolutionnaire intérieure macédonienne (ORIM), ce qui lui vaut une condamnation à mort par contumace par un tribunal yougoslave, source de prestige lors des années suivantes. Il se réfugie d’abord à Vienne, où il prend contact avec des officiers autrichiens anti-yougoslaves. À Rome où il réside ensuite, il fonde à une date incertaine (peut-être en 1930) le parti des Oustachis (de ustaš, « insurgé, rebelle »), un mouvement nationaliste qui rassemble d'autres exilés membres de la faction dure du Parti croate du Droit. Le groupe s'inspire des méthodes et reçoit les conseils de l'ORIM,.
Soutenu par le régime fasciste italien, le mouvement oustachi prend de l’ampleur et implante des camps d’entraînement para-militaires en Hongrie et en Italie. Pavelić se présente alors comme un guide héroïque, instillant des éléments fascistes dans le mouvement. L'idéologie se radicalise, intégrant des éléments antisémites et anti-orthodoxes. Le parti mobilise de l'argent et des combattants parmi les Croates exilés en Europe occidentale (notamment en France et en Belgique) et en Amérique du Nord. Il a d’abord des activités terroristes, la plus courante étant le dépôt de bombes minutées dans des trains à destination de la Yougoslavie. En 1932, une révolte dans la région de Lika est durement réprimée, médiatisant le combat des Oustachis.
Pavelić commandite l'assassinat le 9 octobre 1934 d'Alexandre Ier, en visite d'État à Marseille. Le ministre français des Affaires étrangères Louis Barthou est aussi tué lors de l'attentat. Lors du procès en France, six militants sont inculpés, parmi lesquels trois seulement sont présents en France, l'Italie refusant d'extrader Pavelić et son adjoint Dido Kvaternik. Condamné à mort par contumace par deux tribunaux, français et yougoslave, Pavelić reste discret les années suivantes. Il est toujours sous la protection de Mussolini, mais ce dernier le fait néanmoins mettre en détention d'octobre 1934 à 1936 alors que l'Italie tente d'améliorer ses relations avec la Yougoslavie.

### Fondation de l'État indépendant de Croatie

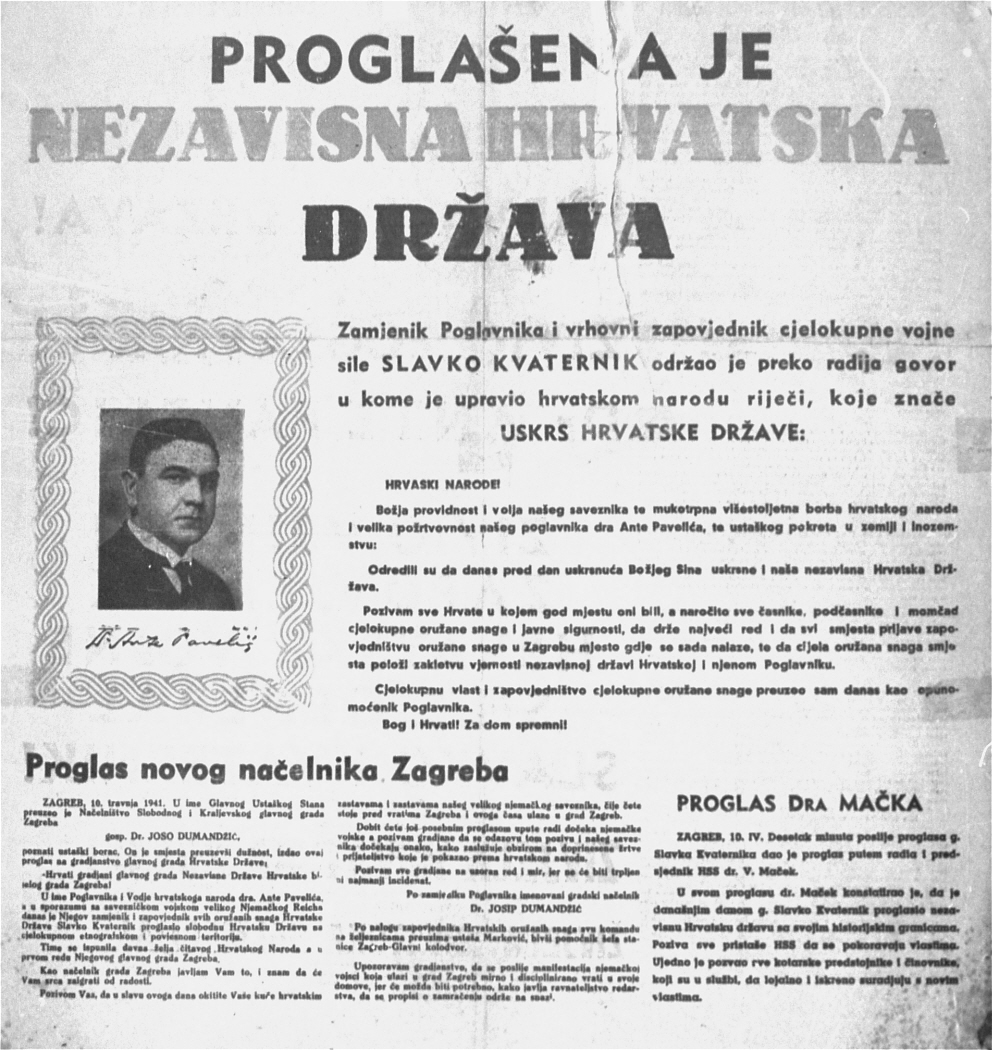
Proclamation de l'État indépendant de Croatie, affiche datée du 10 avril 1941 guerre mondiale représentant Ante Pavelić.

En 1940, alors que la situation en Europe permet à Mussolini d'envisager de nouveau d'engager des hostilités contre les Yougoslaves, le régime fasciste italien renoue son alliance avec les Oustachis, relançant leur entraînement et permettant à Pavelić de constituer la structure d'un futur gouvernement. Pavelić est reçu par Galeazzo Ciano, ministre des Affaires étrangères italien, qui lui propose de le mettre au pouvoir en Croatie dans l'éventualité d'une offensive italienne dans les Balkans. De leur côté, les Allemands pensent d'abord à Vladko Maček, président du Parti paysan croate qui bénéficie d'un large soutien populaire, ou à Miklós Horthy, régent de Hongrie, qui déclinent tous deux la proposition. Le régime nazi accepte dès lors la proposition italienne de mettre les Oustachis au pouvoir en Croatie.
Le 6 avril 1941, la Yougoslavie est envahie par les forces de l’Axe. Le 10 avril, l'un des proches de Pavelić, Slavko Kvaternik, proclame l’État indépendant de Croatie (NDH),. Arrivé cinq jours plus tard à Zagreb, Pavelić prend la tête du nouveau régime, avec le titre de Poglavnik (« Dirigeant »), proclamant un lien mystique avec la nation croate.
Il accepte de céder des territoires à l'Italie, dont l'essentiel de la Dalmatie, affaiblissant le soutien dont il dispose dans l'administration. Conformément à l'histoire et aux souhaits de son dirigeant, le gouvernement oustachi est inféodé de fait à l’Allemagne nazie et à l’Italie fasciste, dont il copie les institutions. L'Allemagne et l'Italie se réservent chacune une zone d'occupation en Croatie, interdisant notamment au nouvel État la formation d'une marine de guerre. En vertu des accords avec l'Italie, un prince italien est fait roi sous le nom de Tomislav II. Ce monarque ne visite jamais son royaume, jusqu'à sa renonciation à la couronne. En juillet 1943, après la chute de Mussolini et peu avant la capitulation de l'Italie, « Tomislav II » abdique, et Pavelić dénonce ensuite les accords passés avec l'Italie.

### Dirigeant du NDH

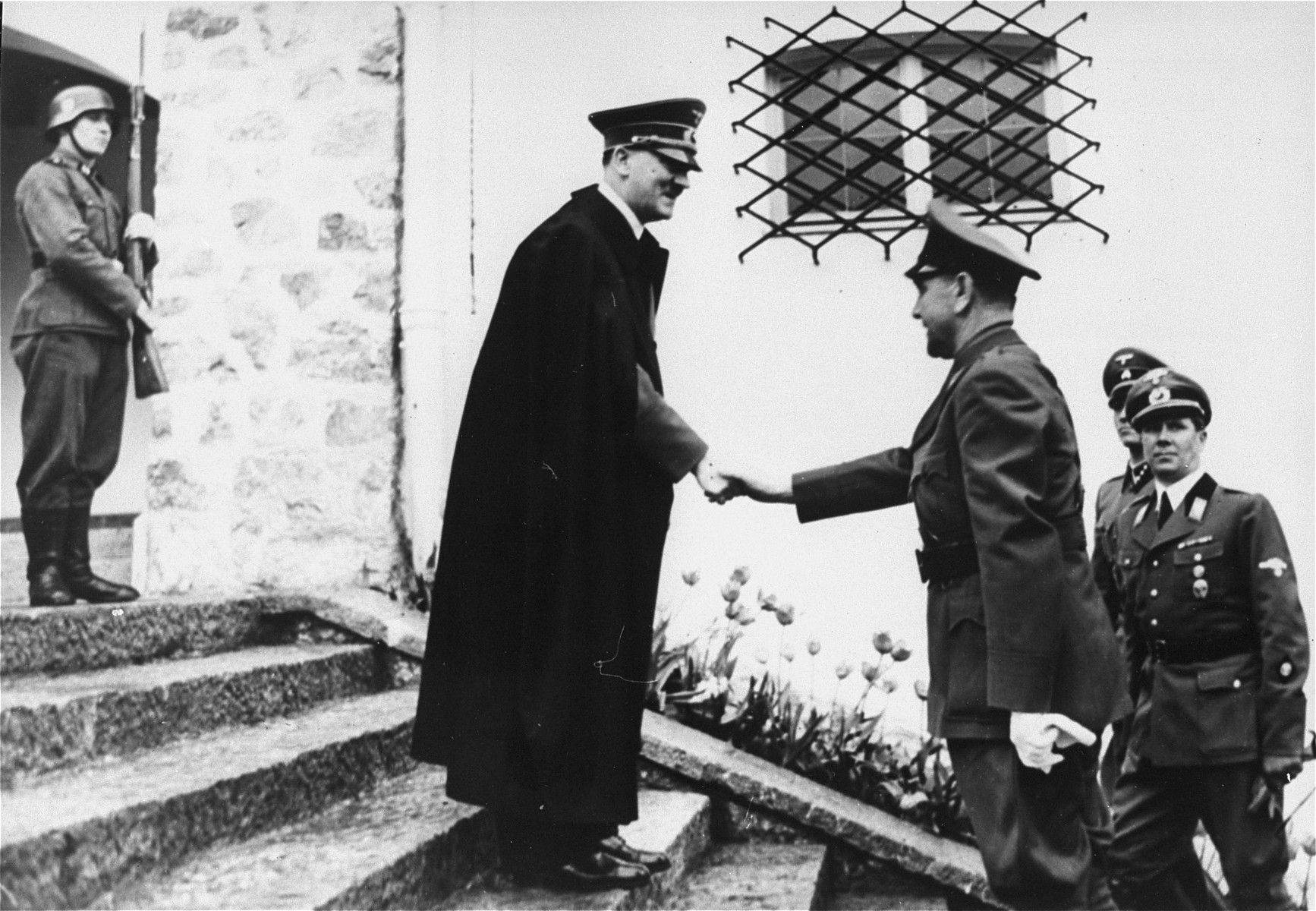
Adolf Hitler recevant Ante Pavelić au Berghof, le 9 juin 1941.

Pavelić place parmi ses priorités la « purification » de la langue croate, signant le décret de création de l'agence d'État croate pour la langue (HDUJ) dès le 28 avril 1941. Cette réforme de la langue se manifeste notamment par la suppression des mots d'origine extérieure, essentiellement serbe et turque,, mais aussi par une modification de l'orthographe visant à se rapprocher des racines slaves du croate. Imposée par des instructions directes du Poglavnik aussi bien que par des mémorandums de l'HDUJ, cette évolution est diffusée à travers les médias de masse comme la presse et la radio, ainsi que dans les textes juridiques.

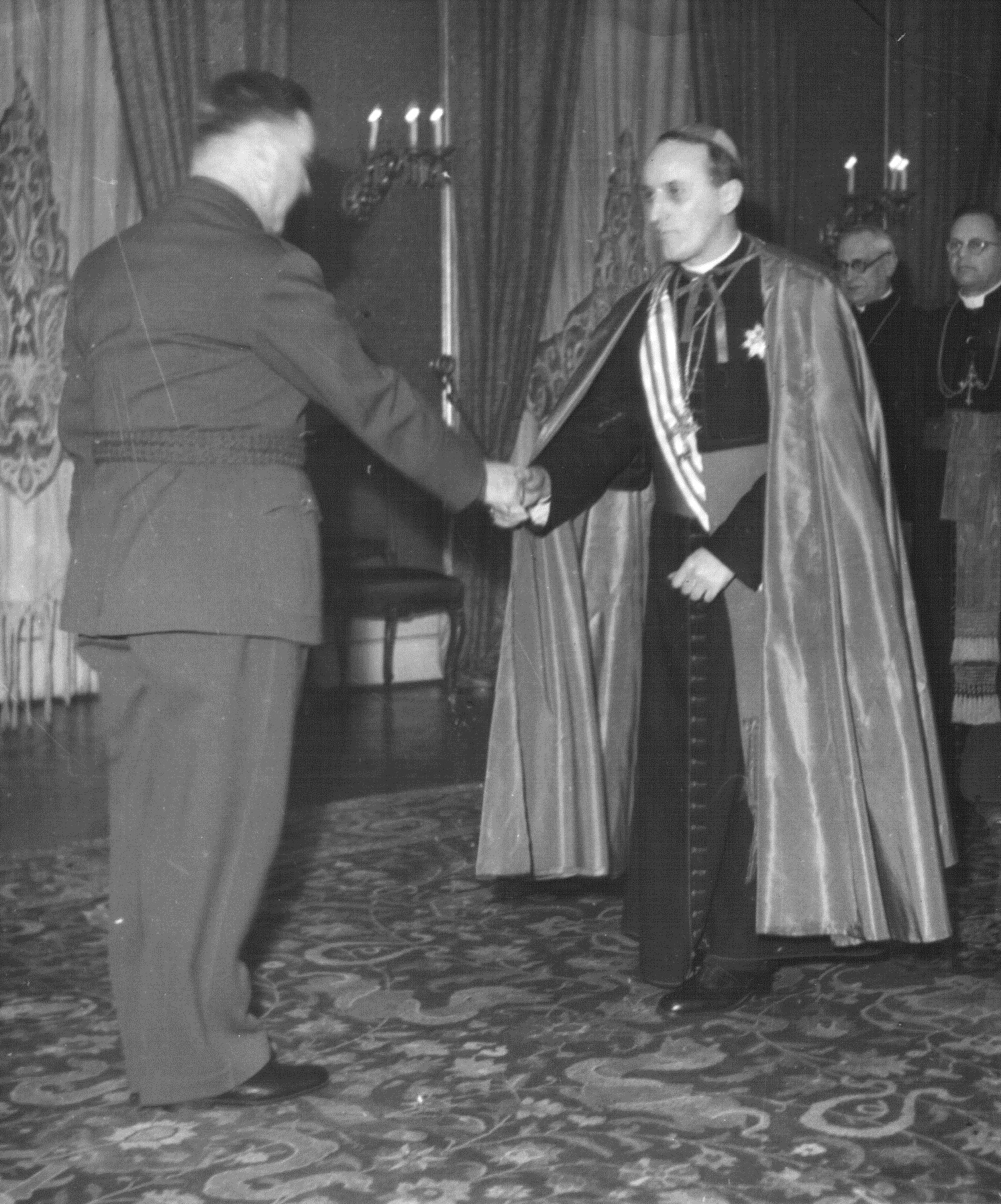
Ante Pavelić et l'archevêque de Zagreb Alojzije Stepinac en 1941.

L’armée du NDH combat aux côtés des forces de l’Axe à la fois contre les Partisans communistes et les Tchetniks royalistes. Par ailleurs, malgré des décrets visant à contrôler la violence dans l'application des lois, le régime en place suit avec enthousiasme les conseils d'Hitler encourageant l'épuration ethnique, persécutant et assassinant 35 000 Juifs, entre 172 000 et 290 000 Serbes et 25 000 Roms, ainsi que les opposants croates (notamment communistes). Après avoir promulgué des lois anti-juives, Pavelić met en place plusieurs camps de concentration, dont le camp de concentration de Jasenovac, unique camp d'extermination de la Seconde Guerre mondiale non géré par les Nazis.
Il soutient la liquidation des prisonniers des camps, suivant de près les activités du commandant des camps Vjekoslav Luburić. Il expose également des restes humains offerts par des unités qui torturent des civils prisonniers. Son mot d’ordre à l’égard des Serbes est d’en « exterminer un tiers, en chasser un tiers, en convertir un tiers » de l'orthodoxie au catholicisme. Cette politique ethnique se double donc d'un soutien marqué à la religion catholique, malgré une forte inimitié entre Pavelić et l'archevêque de Zagreb Alojzije Stepinac. Pavelić est reçu à Rome par le pape Pie XII, et les exactions du NDH ne sont jamais condamnées par l'Église catholique.

### Déclin du NDH
Au début de l'année 1944, l'État indépendant de Croatie est en pleine débandade politique et économique. Le général SS Ernst Fick juge à l'époque que Pavelić n'est plus que « le maire de Zagreb », son pouvoir s'arrêtant à la banlieue de la capitale. Les Allemands vont jusqu'à envisager la transformation de la Croatie en protectorat. Menés par Mladen Lorković et Ante Vokić (en) en coopération avec le Parti paysan croate, des cadres du régime oustachi tentent de nouer des contacts avec les Alliés en vue d'un changement de camp, puis éventuellement d'un remplacement de Pavelić. Ils commettent l'erreur de croire possible une coopération avec ce dernier, qu'ils informent de leurs intentions. En août, après le passage de la Roumanie dans le camp des Alliés, les membres de la conspiration Lorković–Vokić (en) sont arrêtés, puis condamnés à mort. Une vague d'arrestations frappe également ce qui reste du Parti paysan croate qui tentait de se réorganiser. Pavelić accuse en outre le représentant allemand en Croatie Edmund Glaise-Horstenau de contact avec le Parti paysan en vue d'obtenir son remplacement. Le plénipotentiaire du Reich rentre indigné en Allemagne et obtient son transfert,. La multiplication des actes de violence des Oustachis à l'égard des Musulmans entraîne par ailleurs la création de nouveaux groupes armés, cette fois ouvertement hostiles au régime de Pavelić.
En mai 1945 Pavelić fuit face à l'avancée des Partisans, au milieu de la panique provoquée par les Oustachis à Zagreb, alors que son frère Josip, impliqué dans le régime oustachi, est capturé et exécuté. Lui-même est condamné à mort par contumace en juillet 1945. Il se réfugie dans des couvents autrichiens, puis à Rome pour deux ans, où il est caché dans un des bâtiments du Collège pontifical Saint-Jérôme sous la protection du père Krunoslav Draganović et de personnes de la Secrétairerie d'État du Vatican. L’Église catholique est soupçonnée par les communistes de l’avoir aidé à fuir, en alléguant de l'indulgence du pape Pie XII envers le régime des Oustachis. Il pourrait aussi avoir été aidé par les Etats anglo-saxons soucieux de préserver des anti-communistes à l'aube de la guerre froide.

### Dernières années

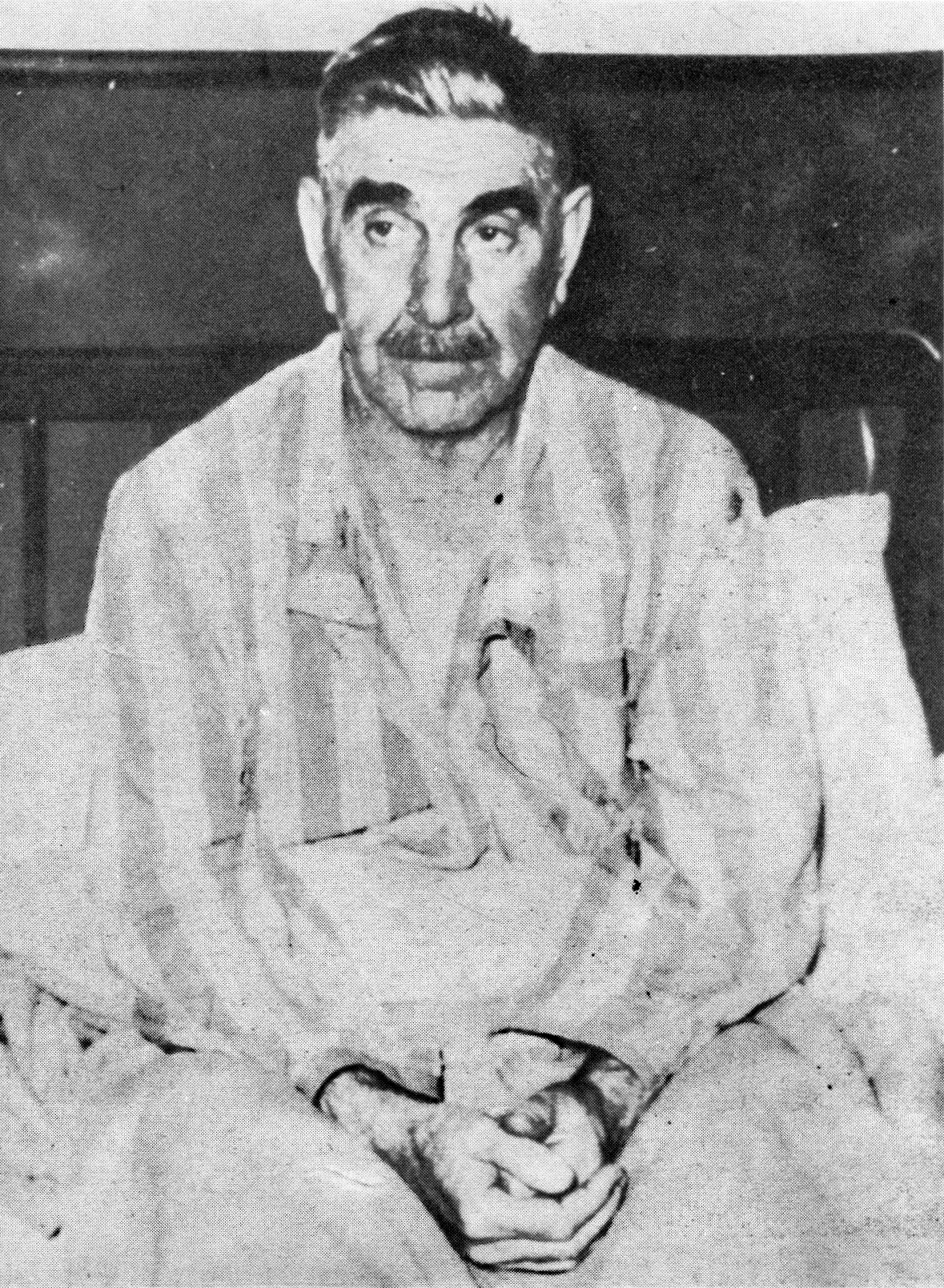
Ante Pavelić à l'hôpital, après les tentatives d'assassinat de 1957.

Installé en Argentine grâce à la protection de Juan Perón en 1948, Ante Pavelić y dirige une entreprise de construction. Actif au sein de la communauté croate, il fonde en 1956 le Mouvement de libération croate. Ce groupe finance la commémoration des massacres de Bleiburg en mai 1945 et présente les actions des Oustachis pendant la guerre comme une révolution après des années d'oppression. D'autres groupes de soutien sont notamment présents dans la communauté croate aux États-Unis, comprenant plusieurs frères franciscains ayant fui les représailles de Tito.
En 1957 Pavelić est blessé à Buenos Aires par Blagoje Jovović (en), nationaliste serbe. À cette époque il aurait été recherché par l'UDBA, le service secret de la Yougoslavie communiste et les services secrets israéliens. Comme le gouvernement argentin accepte de l’extrader en Yougoslavie, il fuit au Chili. Il se réfugie ensuite avec sa famille en Espagne, à Madrid, avec l'accord du régime franquiste, sous la condition qu'il reste discret.
Il meurt en 1959 des suites de ses blessures. Le pape Jean XXIII lui fait parvenir sa bénédiction personnelle. Il est inhumé au cimetière Saint-Isidore de Madrid. Sa tombe sert de lieu de recueillement de la part de Croates : par exemple, en 1996, le footballeur croate Davor Šuker se fait photographier devant celle-ci.
L'État espagnol ne fournit cependant pas de preuves assez convaincantes de la mort de Pavelić : aucune photographie n'est communiquée, tout comme aucun officiel yougoslave ne peut constater cette mort ; il s’ensuit que l'État yougoslave doute de cette information jusqu'en 1980, année de la mort de Tito. Entre 1981 et 1987, les autorités yougoslaves demandent à l'Espagne d'avoir accès aux restes de Pavelić pour confirmer sa mort, sans résultat. La dissolution de la Yougoslavie en plusieurs États à partir de 1991 met fin à ces procédures.

## Postérité et hommages
Plusieurs groupes terroristes des années 1970 se réclament du mouvement oustachi et des méthodes prônées par Pavelić pendant l'entre-deux-guerres, attaquant des avions et tuant l'ambassadeur yougoslave en Suède. Lors de l'éclatement de la Yougoslavie dans les années 1990 l'image de Pavelić et les symboles du régime oustachi sont utilisés par les indépendantistes croates, tandis que les crimes de l'État indépendant de Croatie sont pris comme prétexte par des Serbes pour massacrer des Croates. À cette époque, le président croate Franjo Tuđman considère la possibilité de rapatrier les restes de Pavelić, mais cela n'a pas lieu.
Lors des commémorations annuelles du massacre de Bleiburg, Ante Pavelić est parfois évoqué ; il est même acclamé en 2005. Des messes sont régulièrement célébrées en Croatie pour l'anniversaire de sa mort, provoquant souvent des réactions polémiques, notamment en 1999 et en 2011.
Les membres de la famille de Pavelic continuèrent à vivre dans leur appartement de Madrid, se cachant de leurs ennemis et touchant les droits d'auteur des ouvrages du chef de famille. Quelque temps avant sa mort, Visnja confia à un journaliste de El País qu'elle avait fait enterrer trois cartons d'archives de son père en Croatie afin que tout reste secret.